# (13097) Lamoraal
(13097) Lamoraal ist ein Asteroid des Hauptgürtels, der am 23. Januar 1993 vom belgischen Astronomen Eric Walter Elst am La-Silla-Observatorium (IAU-Code 809) der Europäischen Südsternwarte in Chile entdeckt wurde.
Der Asteroid wurde am 2. Dezember 2009 nach dem niederländischen Ritter und Statthalter von Flandern und Artois Lamoral von Egmond (1522–1568) benannt, der am 5. Juni 1568 durch den Ausnahmegerichtshof Albas, den sogenannten Blutrat, zusammen mit dem Grafen von Hoorn verurteilt und hingerichtet wurde. Sein Schicksal ist Gegenstand des klassischen Trauerspiels Egmont von Johann Wolfgang von Goethe.